# Ayça Ayşin Turan
Ayça Ayşin Turan (pronúncia: [ɑjˈtʃɑ ajʃin tuɾɑn]; Sinope, Turquia, 25 d'octubre de 1992) és una actriu i model turca. És coneguda pels seus rols de Meryem a Meryem, de Leyla Sancak a la sèrie de Netflix el Protector i com a Haziran Sedefli Özgür a la sèrie de Star TV Ada Masali.

## Biografia
Ayça Ayşin Turan va néixer el 25 d'octubre de 1992 a Sinope, ciutat on també nasqué sa mare mentre que el seu pare, professor, és de Kastamonu. Ẻs la més jove dels set infants de la família. Ayça, que es va graduar al departament de ràdio, televisió i cinema de la Universitat d'Istanbul, va debutar com a actriu el 2007 a la sèrie Affedilmeyen. Aquell mateix any va aparèixer a la sèrie Hayal ve Gerçek i alguns anys després, entre 2011 i 2012, va tenir un rol més destacat, el de Gülfem a la sèrie Dinle Sevgili del canal turc Fox.